# 油須原線
油須原線（ゆすばるせん）は、かつて福岡県嘉穂郡稲築町（現・嘉麻市）にあった漆生駅と、同県田川郡赤村の油須原駅を結ぶ計画に基づく日本国有鉄道（国鉄）の鉄道路線 (漆生線及び上山田線の一部として開業、一部未成線）である。

## 歴史
1922年（大正11年）に公布された改正鉄道敷設法別表に掲げられた「福岡県油須原ヨリ上山田ヲ経テ漆生附近ニ至ル鉄道」がこの油須原線であり、漆生線と田川線を結び、豊前川崎・大任・行橋を経由して筑豊炭田の石炭を周防灘に面した京都郡苅田町の苅田港に輸送するための短絡線として計画された路線である。低品位石炭を苅田町に運び、大々的に火力発電を行う（苅田港駅より九州電力苅田発電所へ向かう専用線も敷設されていた、現在は廃線）とともに、政府が失業救済事業として打ち出した路線でもあった。
1957年（昭和32年）7月、国鉄によって建設工事が始まったが、エネルギー革命により石炭事情に変化が起きたこと、工事線上の田川郡大任町と同郡川崎町の間 2km ほどに古河鉱業の鉱区があり、工事線下の石炭が掘れないことに対する補償を求められてその交渉が数十回にも及んだことに加え、国鉄の財政難も影響し、その工事は予定よりも遅延した。この時点で国鉄は完成しても赤字経営は必至だとして、建設にも消極的であった。しかし、関係町村の度重なる陳情により工事は継続され、国鉄が単年度赤字を出した1964年（昭和39年）からは、同年創設された日本鉄道建設公団（以下「鉄道公団」と称す）にその工事が引き継がれた。
1966年（昭和41年）3月10日にやっと、計画区間の西半分にあたる漆生駅 - 豊前川崎駅間が部分開業した。この完成した路線は、漆生駅（厳密には稲築駅構内）から上山田線の大隈駅 - 下山田駅間に接続し、そのまま同線の下山田駅 - 上山田駅を経て、豊前川崎駅へ向かう線路であった（つまり漆生駅から稲築駅構内と上山田線接続地点から上山田駅までは既設の線路を利用した）ため、路線としては油須原線を名乗らず、漆生駅 - 下山田駅間は漆生線、上山田駅 - 豊前川崎駅は上山田線の延伸として扱われた。また、単線の線路に単線が接続する形であったため、列車交換を目的として接続地点に嘉穂信号場が設置され、嘉穂信号場 - 下山田駅間は漆生線と上山田線の重複区間となった。
しかし、筑豊地区の炭鉱の閉山が相次いだため、石炭輸送の必要性がなくなり、1970年（昭和45年）東半分にあたる豊前川崎駅 - 油須原駅の工事が一旦中止された。その後、苅田町に日産自動車九州工場が設置されることとなり、それに伴って筑豊地区から同工場への通勤輸送が見込まれることや、筑豊地区にも関連企業が来る可能性が出てきたことにより、再度地元から陳情が成され、1973年（昭和48年）建設工事が再開。1974年（昭和49年）には建設予算も2億円から8億円まで増額され（この8億円の予算の中には、国鉄分の工事費も含まれていた）、信号やCTCの手配までされていた。
だがそれもつかの間、1976年（昭和51年）から国鉄総裁に就任した高木文雄の意向によって、この大赤字確実な同線の引取りを拒否された。それは予算が組まれていたにもかかわらず、接続する添田線の大任駅付近、終点の油須原駅付近2か所の合流地点で、国鉄が合流地点での具体的な工事について、鉄道公団との協議結果に対する回答が本社から出ていないことを理由に、用地内に軌道敷設をさせなかったこと、国鉄下関工事局と鉄道公団下関支社との協議はほぼ成立していたものの、双方の本社から協議結果に対する返事がないままであったことからもその対応が窺える。事実、8億円の予算が組まれても実際に使われたのは1974年度の1億5000万円が最高であり、1978年（昭和53年）度は5000万円程度しか使われず、計上された予算の9割以上を返上しているといった状態であった。なお、1977年（昭和52年）には沿線自治体に対し未開業区間の割増運賃制導入に同意すれば開業させる、といった交換条件が国鉄側から出されていた。
さらには1980年（昭和55年）、国鉄再建法の施行により、油須原線全線が開業したとしても、1日の乗客密度（輸送密度）が4000人/日以上という、工事続行の可否を決める基準を満たせない収支見込みが出たため、工事予算は凍結され再度工事が中止された。ちなみに未開業区間の想定輸送密度は僅か300人/日であり、なおかつ油須原線部分開業区間の漆生 - 下山田間および上山田 - 豊前川崎間においても輸送量は極端に少なく、元来の漆生線および上山田線の営業係数を悪化させる元凶となっていた。この時点で、未開業区間である豊前川崎駅から油須原駅間の工事は、用地取得93%、路盤63%、軌道敷設42%が完了していたものの、それ以後工事が再開されることはなかった。
開業区間は油須原線とはされず、前述のとおり漆生線と上山田線の延伸としてそれぞれ営業されたものの、その歴史的経緯からか上山田線飯塚 - 豊前川崎直通列車は少なく（上山田駅を介して直通する列車は末期には1日1往復のみ）、漆生線から下山田・上山田を経て豊前川崎を結ぶ列車が多数であった。本来貨物輸送を目的とした路線であったにもかかわらず、開業した時期には既に筑豊の炭鉱の多くが閉山しており、この開業区間において貨物営業が行なわれたことはなく、さらにこの両線と、接続する大任駅のあった添田線、終点の油須原駅のある田川線も特定地方交通線に選定され、その結果1985年（昭和60年）4月1日添田線が廃止、次いで1986年（昭和61年）4月1日漆生線が、1988年（昭和63年）9月1日上山田線がそれぞれ全線廃止となり、結局、未開業区間は未成線となってしまった（なお、田川線は1989年（平成元年）10月1日、平成筑豊鉄道へ転換された）。
国鉄の分割民営化後、未開業区間の用地は鉄道公団から国鉄清算事業団の管轄となったが、1989年（平成元年）沿線市町村の川崎町、添田町、大任町、赤村に無償譲渡された。

### 年表
- 1939年（昭和14年）頃 関係町村が熊本工務所（後の日本鉄道建設公団）に陳情。
- 1952年（昭和27年） 稲築町（現・嘉麻市）、山田市（現・嘉麻市）、川崎町、大任町、赤村、苅田町が鉄道建設促進委員会連合会を結成し、日本国有鉄道下関工事事務所に陳情。
- 1956年（昭和31年）4月 着工準備命令。
- 1957年（昭和32年）7月 工事着工。
- 1958年（昭和33年）7月 第1工区（漆生 - 下山田間）が工事完了。
- 1960年（昭和35年）
  - 2月 第2工区（上山田 - 熊ヶ畑トンネル終点間）が工事完了。
  - 3月 第3工区（熊ヶ畑トンネル終点間 - 東川崎間）が工事完了。
- 1964年（昭和39年） 工事を国鉄から鉄道公団が承継。
- 1966年（昭和41年）
  - 3月 第4工区（東川崎 - 豊前川崎間）が工事完了。
  - 3月10日 漆生 - 嘉穂信号場間 (2.6km) が漆生線の延伸として、上山田 - 豊前川崎間 (11.5km) が上山田線の延伸として、それぞれ開業[1]。ともに旅客営業のみ。

しかし豊前川崎 - 油須原間のその後の工事は中断。
- 1969年（昭和44年）
  - 1月1日「国鉄油須原線工事、年度内着工は困難」と新聞報道される。
  - 6月 第5工区（豊前川崎 - 大任間）の路床工事が完了したところまでで工事が中断していることについて、運輸省（現・国土交通省）、国鉄、鉄道公団との懇親会において「早急に工事再開に取り組む」との回答が出るが工事は再開されず。
- 1970年（昭和45年） 豊前川崎 - 油須原間の工事中止。
- 1972年（昭和47年）10月 鉄道連合会より建設促進の請願が福岡県議会において採択され、政府機関への意見書を提出。
- 1973年（昭和48年）10月 鉄道公団が1973年（昭和48年）度の工事計画を発表。その中に油須原線も含まれる。
- 1974年（昭和49年）1月 豊前川崎 - 油須原間の工事再開。
しかし、同年6月6日 - 10月5日、1975年（昭和50年）11月25日 - 1976年（昭和51年）2月24日赤村内で小規模工事が行われた後、再び工事中断。
- 1977年（昭和52年）
  - 10月1日 大任町役場付近から野原越トンネルまで約 2km の車道敷設工事開始、1978年（昭和53年）1月18日工事完了。
  - 10月20日 福田トンネル前の添田町側約 712m の路盤工事開始、1978年（昭和53年）2月19日工事完了。
- 1980年（昭和55年） 豊前川崎 - 油須原間の工事凍結。
- 1984年（昭和59年）6月22日 漆生線、上山田線ともに第2次特定地方交通線として廃止承認。
- 1986年（昭和61年）4月1日 漆生線全線廃止、バス転換。
- 1988年（昭和63年）
  - 9月1日 上山田線全線廃止、バス転換。
  - 10月7日 未開業区間の用地の国鉄清算事業団から川崎町、添田町、大任町、赤村への無償譲渡の調印式。
- 1989年（平成元年） 未開業区間の用地が川崎町、添田町、大任町、赤村に無償譲渡。

## 駅一覧
漆生線の一部として開業した区間
漆生駅 - 才田駅 - 嘉穂信号場（ - 下山田駅）
上山田線の一部として開業した区間
（下山田駅 - ）上山田駅 - 熊ヶ畑駅 - 真崎駅 - 東川崎駅 - 豊前川崎駅
括弧書きは既開業区間
未開業区間
豊前川崎駅 - 福田駅 - 大任駅 - 油須原駅
なお、豊前川崎駅 - 福田駅間の一部は第二大任駅（貨物専用駅）までの貨物線を共用する予定だったと思われる。

## 接続路線
- 漆生駅：漆生線
- 下山田駅：上山田線
- 上山田駅：上山田線
- 豊前川崎駅：日田彦山線
- 大任駅：添田線
- 油須原駅：田川線

## 廃止後の状況

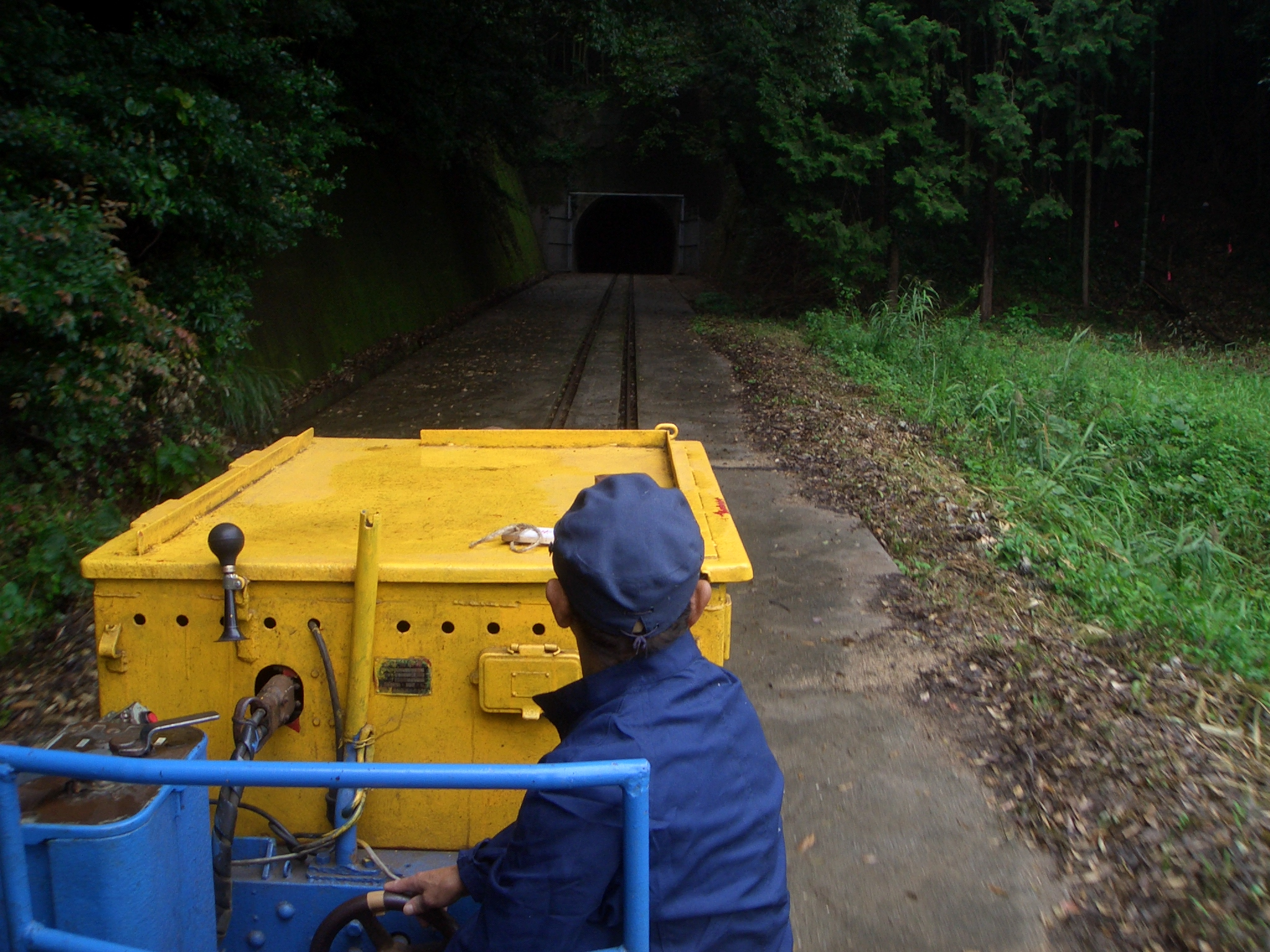
旧油須原線野原越トンネルに入る赤村トロッコ

日田彦山線との分岐点付近には一部道床が残っており、分岐した近くにコンクリート橋も残っている。県道95号線と交差する箇所からは道路となっている。福田駅までの間に福田トンネルが建設されたが、現在は川崎側の入口が道路工事の際に地中に埋まり、確認することはできない。大任側の入口は現存しているが封鎖されているため、立ち入ることはできない。
トンネルから福田駅を経て彦山川を渡る彦山川橋梁（通称・大行事橋）の直前までは築堤がすべて崩されて道路となり、福田駅の位置は確認することができない。
彦山川橋梁は現存しているがレールは撤去され両端に柵が施されているため、中に立ち入ることはできない。
彦山川橋梁を渡って、添田線跡道路との並行区間になるが、大任駅跡地の公園までは大任町の整備事業により駐車場、遊歩道となっている。大任駅より添田線跡道路と分かれ、大任町の自然の森までは道路となっている。途中にあった柿原トンネルや前後にあった橋梁は撤去、開削され、その跡は確認できない。その後は山林の中に用地が残るが、レールはすべて撤去されており、竹やぶと草で覆われている。橋梁（函渠）はそのまま手つかずで残っている。
山林の中で野原越、本村の2つのトンネルを超え、田川線（現・平成筑豊鉄道）の油須原駅へ合流する。
2003年、油須原線と田川線との合流予定地点付近に平成筑豊鉄道が赤駅を開設した。同年秋以降、毎年春から秋にかけて赤村民を中心としたボランティア「赤村トロッコの会」が月に一日程度、油須原線の跡地の上を通り赤駅と野原越トンネル内を往復するトロッコ列車「赤村トロッコ油須原線」を走らせている。トンネルの大任町側の出口までは行かず、トンネル内の大任町との町境付近に設置されたフェンスの手前で折り返し赤駅に戻る。なおトロッコが運行される区間は、導水管が建設されたためコンクリートによってかさ上げされ、その上にトロッコ用の軌道が敷かれている。